# 虞翻
虞翻（164年—233年），字仲翔，会稽余姚（今浙江余姚）人，是三国时期東吳的经学家和政治家；既能著书立说，又通醫理和占卜，官至骑都尉。

## 生平

### 早年任官
起初虞翻被會稽太守王朗任命為功曹。及後孫策進攻會稽，虞翻當时正值父虞歆（字文绣）喪，但仍然不忘跑去向王朗進言，勸王朗避戰，不要與孫策正面交鋒。王朗不聽，堅持領兵抵抗，結果最終被孫策擊敗，於是虞翻護送王朗逃走。到侯官縣時，侯官縣縣長閉門不讓王朗通過，虞翻於是遊說縣長開門，成功後王朗說虞翻尚有母親要供養，不必送他到太遠，要虞翻回會稽。虞翻回去後，孫策讓他復任會稽功曹，並和他結交。
孫策經常輕騎出遊獵，虞翻曾勸阻，孫策雖然同意，但依舊出遊。後來虞翻轉任富春縣長，此時孫策卻被許貢門客行刺而死，各縣官員都打算去奔喪，但虞翻認為江東未定，如果官員離開可能會令賊匪和變民有機可乘，侵擾州縣，於是留守在富春服喪；其他各縣官員都效法，維持了江東各縣的安定，使孫暠後來未能攻取會稽自立。後來虞翻獲舉茂才，東漢朝廷和曹操先後徵召他為官，但虞翻都一概拒絕。孫權後來任命他為騎都尉，但虞翻多次不看臉色的直白進諫已令孫權頗為不滿；同時他也因愛打小報告而與一些官員亦不睦，多次被毁謗，最終被流放到涇縣。

### 隨襲荊州
後來，呂蒙意圖襲取荊州，先稱病回建業以減低關羽的戒心，在建業時呂蒙以虞翻通醫術為由請求隨軍，令虞翻獲釋重返。不久，呂蒙發動奇襲，進攻南郡，南郡太守麋芳開城出降。當時呂蒙還沒有佔據南郡，而在城外吹奏作樂。虞翻告訴呂蒙：“這裡只有糜將軍是跟我們一條心，城中的人怎能全部相信，何不快快進城奪得控制後再奏樂慶祝。”呂蒙聽從，城內果然設有埋伏，全賴虞翻先見之明而未出大亂。

### 亮直盡言
關羽被俘殺後，孫權釋放了被關羽俘獲的于禁並與他相見，後來二人同騎馬出行，虞翻見二人並排十分不滿，大罵于禁只是俘虜，沒有資格與孫權並排；更手持馬鞭要鞭撻于禁，孫權立刻喝止，隨後孫權在樓船與群臣宴飲，于禁聽到演奏的樂曲時傷心流淚，虞翻又指于禁是為求赦免裝可憐，虞翻對于禁的態度令孫權很不高興。
黃初二年（221年），孫權為吳王，大宴群臣，宴會末段孫權走向群臣敬酒，虞翻假裝醉倒地上，孫權走過後虞翻馬上坐起來，孫權見此大怒，持劍要殺虞翻，大司農劉基立刻抱著孫權，並勸孫權饒恕虞翻，以免被指責擅殺名士，虞翻才得以免死。及後虞翻又曾辱罵降將麋芳。孫權和張昭討論神仙之事，虞翻指著張昭，說神仙只是死人，世上並沒有甚麼仙人。因為以上種種事件，孫權對他大為不滿，於是將他流放到交州。

### 交州憂國
虞翻到交州後，在那裏講學，學生時常也有數百人；又為《老子》、《論語》和《國語》等書籍作注。虞翻雖被流放，但仍然十分關心國家，如在黃武七年（228年），遼東公孫淵派使節向孫權聯絡。嘉禾元年（232年），孫權派將軍周賀和校尉裴潛從海路到遼東向公孫淵求馬，虞翻認為遼東路遠，派人到那裏求馬並沒有益處，只會損耗人力和財力；虞翻想勸諫但又不敢，故請求交州刺史呂岱傳話，但呂岱又不肯。及後虞翻更被人中傷，再被流放到蒼梧郡。及後周賀遇風暴和被曹魏將領田豫攻擊，孫權大感後悔，並想起虞翻，於是命人到交州找尋虞翻，找到就護送他回建業；若已死，則送還會稽，並讓兒子仕官。此時虞翻逝世，享年七十。

## 性格特徵
- 虞翻為人直率，史載他對孫權「數犯顏直諫」，又「又性不協俗，多見謗毀」，似乎表示他並不受很多朝臣的歡迎，孫權亦甚為不滿。及至後來多次因為直言責罵于禁等而令孫權更為不快，又因酒後有過失，最終被流放到交州。雖然虞翻為人對東吳盡忠，從東漢和曹操兩次徵命都堅持拒絕，但他的直率不曾為孫權所喜歡。直至遼東失利後才記起虞翻，但為時已晚，令虞翻十多年來只能在交州憂國，無法為東吳作出更多的貢獻。
- 虞翻十分厭惡于禁，而據《吳書》載，虞翻甚至曾勸孫權殺死于禁，孫權不聽。當孫權送于禁回國前，虞翻向于禁說孫權只是不聽自己的建議而已，別以為吳地無人才；于禁歸國後卻向曹丕稱讚虞翻，曹丕更因而為身為吳臣的虞翻設一座位，對他甚為欣賞和渴求。[6]
- 虞翻学术成就為集当时及前代易学之大成。

## 子女
《三國志》載虞翻有十一子。
- 虞汜，虞翻第四子，曾任散騎中常侍，監軍使者，從討扶嚴，戰後官拜交州刺史、冠軍將軍，封餘姚侯。
- 虞忠，虞翻第五子，官至宜都太守，晉滅吳之戰時兵敗被殺。
- 虞聳，虞翻第六子，先仕吳，曾任越騎校尉、廷尉等職。後入仕西晉，任河間相。
- 虞昺，虞翻第八子，東吳黃門郎，後降晉，歷任廷尉尚書，濟陰太守。

### 孫
- 虞潭，晉光祿大夫。

## 评论
- 陈寿《三國志》評：「虞翻古之狂直，固難免乎末世，然權不能容，非曠宇也。」
- 張紘：「虞仲翔前頗為論者所侵，美寶為質，彫摩益光，不足以損。」
- 孫權：「卿不及伏羲，可與東方朔為比矣；虞翻亮直，善於盡言，國之周舍也；前使翻在此，此役不成。」“虞翻亮直，善于尽言，国之周舍也。前使翻在此，此役不成。”
- 孙登：“虞翻，志节分明。”
- 袁宏：“仲翔高亮，性不和物。好是不群，折而不屈。屡摧逆鳞，直道受黜。叹过孙阳，放同贾屈。”
- 「地远虞翻老，秋深宋玉悲。」——唐朝李白诗句
- 叶适：“虞翻，东国俊才，宦仕州郡。上不及预天下废兴之义，下不能为一身荣辱之防。虚効忠勤，轻招废放，惜哉，惜哉！曽不得比顾雍、诸葛瑾之伦也。虞耸抽引人物，务在幽隠孤陋之中，亦用意至到之一节。其言所誉依已成，所毁依已败。后世则又不然，嫉其已成而设毁以败之，皆是也。”
- 刘克庄：“孝谦已称帝，宾佐尽封侯。不道投荒客，交州白了头。”

## 影視形象
- 1994年《三国演义》：楚建富饰演虞翻
- 2010年《三国》：齐环饰演虞翻